# سونام مالیک
سونام مالیک (به انگلیسی: Sonam Malik،  زادهٔ ۱۵ آوریل ۲۰۰۲) یک کشتی‌گیر آزادکار اهل هند است. وی سابقه حضور در المپیک ۲۰۲۰ توکیو را دارد.
از افتخارات وی می‌توان به کسب مدال برنز بازی‌های آسیایی ۲۰۲۲ اشاره کرد.